# デリング
デリング（古ノルド語: Dellingr。綴りは他にDellingとも）は、北欧神話に登場するアース神族の1人である。その名前は「曙光」を意味する。
彼は、『スノッリのエッダ』第一部『ギュルヴィたぶらかし』10章に、夜の女神ノートの3番目の夫となり昼の神ダグの父となる男神として、名前だけが登場する。
尾崎和彦は、彼らの名前は、夜と曙光が出会い夜明けが訪れることを象徴していると解釈している。